# حكة فروة الرأس
حكة فروة الرأس (بالإنجليزية: Scalp pruritus)‏ هي حكة في فروة الرأس، وغالباً ما تكون شائعة عندَ كِبار السِن.:56-57